# إد هينتون
إد هينتون (بالإنجليزية: Ed Hinton)‏ هو صحفي أمريكي، ولد في 21 يوليو 1948 في لاوريل في الولايات المتحدة.